# 호뢰관
호뢰관(중국어 간체자: 虎牢关, 정체자: 虎牢關) 또는 사수관(중국어 간체자: 汜水关, 정체자: 汜水關)은 중국의 옛 관문이며, 중국 허난성 싱양 시 북서쪽으로 약 16 킬로미터 떨어진 지역에 위치한다. 역대 왕조 대대로 낙양(洛陽) 동부를 방어하는 중요한 군사 요충지였으며, 서주(西周)의 목왕(穆王)이 이곳에 호랑이를 가두고 기른 것으로 인해 이러한 명칭이 붙었다. 남쪽으로는 숭산, 북쪽으로는 황하와 접해있으며, 여러 산들이 겹쳐 천혜의 요새가 되었다.

## 역사
《춘추좌씨전》에 의하면 기원전 673년에 주나라(周) 혜왕(惠王)이 정나라(鄭) 여공(厲公)에게 과거 무공(武公)이 다스리던 호뢰(虎牢) 동쪽을 주었다고 하며, 100여년 뒤인 기원전 571년 노나라(魯)의 맹헌자(孟獻子)가 호뢰에 성을 쌓아 정나라를 견제하자는 제안을 양공(襄公)이 받아들여 그 해 겨울 건설되었다는 기록이 있다. 또한 <정백극단우언(鄭伯克段于鄢)>에 의하면 무강(武姜)이 공숙단(共叔段)을 위해 장공(莊公)에게 '제(制)' 지역을 하사해주기를 요청했다가 험준한 지세라는 이유로 거절되었는데, '제' 지역이 호뢰이다.
이후 이곳에서 수많은 전쟁이 발생했으며, 소설 《삼국지연의》에서는 190년 후한(後漢)의 조정을 장악한 권신 동탁(董卓)을 제거하기 위해 결성된 반동탁 연합군이 처음으로 동탁의 군대와 싸운 곳으로 등장하며, 관우(關羽)가 화웅(華雄)의 목을 벤 사수관 전투와 유비(劉備) · 관우(關羽) · 장비(張飛) 삼형제가 여포(呂布)를 퇴각시킨 호뢰관 전투가 발생하였다. 하지만 이는 연의의 창작으로, 실제로 화웅의 목을 벤 것은 손견(孫堅)이다. 또한 전투가 발생한 지역도 호뢰관이 아닌 양인에서 발생한 양인 전투이며, 사수관과 호뢰관은 동일한 지역이다.
또한 이 당시에는 관문이 아닌 요새였던 것으로 추정되며, 이곳에 성이 건설되어 관문으로 이용되었다는 최초의 기록은 《신당서》에 등장한다. 그리고 수말당초(隋末唐初) 시기에 당나라(唐)의 이세민(李世民)이 왕세충(王世充)과 두건덕(竇建德)을 토벌한 호뢰 전투가 발생하였으며, 당나라의 초대 황제인 이연(李淵)의 할아버지인 이호(李虎)의 휘(諱)인 '호'와 호뢰관의 '호'의 글자가 같아, 피휘를 위해 호뢰관을 무뢰관(중국어 간체자: 武牢关, 정체자: 武牢関)으로 개명하기도 하였다.
현재 이곳의 주요 관광지로는 삼의묘(三義廟) · 장비채(張飛寨) · 화웅령(華雄嶺) · 옥문고도(玉門古渡) 등이 있다.

## 같이 보기
- 싱양 시
- 동탁 토벌전
- 호뢰 전투